# Rue Panaye
La rue Panaye est une rue ancienne située dans le quartier de Cointe à Liège en Belgique (région wallonne). Elle est principalement constituée d'escaliers.

## Histoire
Avec la rue Saint-Maur voisine, la rue Panaye est une rue ancienne qui permettait la montée vers Cointe bien avant la construction de la gare des Guillemins. La voie dans sa configuration actuelle a été aménagée en 2012.

## Odonymie
La rue tire son nom de la famille Panaye ou Pannée, famille propriétaire des terrains avoisinants.

## Situation et description

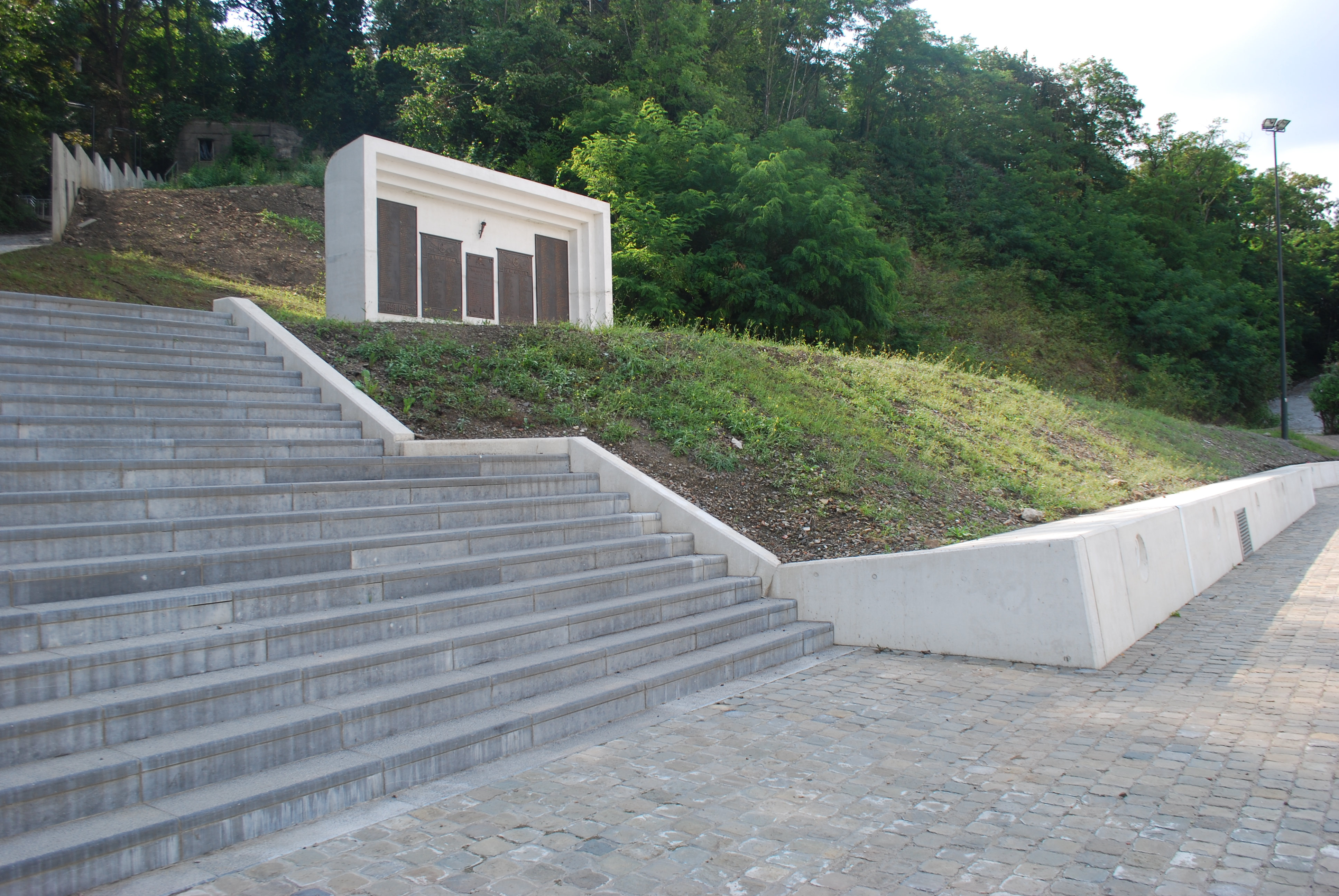
Le deuxième escalier

Cette voie se situe au pied oriental de la colline de Cointe, juste à l'arrière de la gare des Guillemins. Voirie uniquement piétonne, elle se compose de trois escaliers successifs totalisant 108 marches. De bas en haut : 
- le premier escalier (ou escalier inférieur - 38 marches), étroit, contourne par la droite les accès aux différents étages du parking de la gare et fait partie intégrante de l'architecture de celle-ci réalisée par Santiago Calatrava.
- le second escalier (18 marches), beaucoup plus large, quitte la structure de la gare pour arriver à proximité d'un monument dédié aux victimes des deux guerres mondiales.
- le troisième escalier (ou escalier supérieur - 52 marches) grimpe la colline dans un environnement verdoyant pour aboutir à l'avenue de l'Observatoire. La partie gauche, sans marches, permet de marcher en tenant son vélo le long de cet escalier.

## Voiries adjacentes
- Pont de l'Observatoire
- Rue Serrurier-Bovy
- Avenue de l'Observatoire

### Source et lien externe
- Claude Warzée, « Les origines du parc privé de Cointe », sur Histoires de Liège, 28 octobre 2015 (consulté le 5 août 2023)